# (400325) 2007 TG431
(400325) 2007 TG431 es un asteroide perteneciente al cinturón de asteroides, descubierto el 12 de octubre de 2007 por el equipo del Spacewatch desde el Observatorio Nacional de Kitt Peak, Arizona, Estados Unidos.

## Designación y nombre
Designado provisionalmente como 2007 TG431.

## Características orbitales
2007 TG431 está situado a una distancia media del Sol de 2,401 ua, pudiendo alejarse hasta 2,723 ua y acercarse hasta 2,078 ua. Su excentricidad es 0,134 y la inclinación orbital 1,769 grados. Emplea 1359,02 días en completar una órbita alrededor del Sol.

## Características físicas
La magnitud absoluta de 2007 TG431 es 18.